# Economia de escala
Economia de escala: é aquela que organiza o processo produtivo de maneira que se alcance a máxima utilização dos fatores produtivos envolvidos no processo, procurando como resultado baixos custos de produção e o incremento de bens e serviços. Ela ocorre quando a expansão da capacidade de produção de uma empresa ou indústria provoca um aumento na quantidade total produzida sem um aumento proporcional no custo de produção. Como resultado, o custo médio do produto tende a ser menor com o aumento da produção. Mais especificamente, existem economias de escala se, quando se aumentam os fatores produtivos (trabalhadores, máquinas, etc.), a produção aumenta mais do que proporcionalmente. Por exemplo, se forem duplicados todos os fatores produtivos, a produção mais do que duplicará. Numa função produção com dois inputs' (trabalho e capital, L e K respectivamente).
Em empresas com grande escala de produção, normalmente grandes empresas, o investimento inicial (custo fixo) é difundido sobre o crescente número de unidades de produção. Desta forma, estas empresas possuiriam vantagens sobre as pequenas, com custos médios ainda altos, o que poderia favorecer monopólios. 

"Existe economia de escala quando a expansão da capacidade de produção de uma firma ou indústria causa um aumento dos custos totais de produção menor que, proporcionalmente, os do produto. Como resultado, os custos médios de produção caem, a longo prazo" (Bannock et alii, 1977).
"Aquela que organiza o processo produtivo de maneira que se alcance, através da busca do tamanho ótimo, a máxima utilização dos fatores que intervêm em tal processo. Como resultado, baixam-se os custos de produção e incrementam-se os bens e serviços" (SAHOP, 1978).
"Ganhos que se verificam no produto e/ou nos seus custos, quando se aumenta a dimensão de uma fábrica, de uma loja ou de uma indústria" (Seldon & Pennance, 1977).

## Economia de escala
[carece de fontes?]

## Classificação
Há dois tipos de economias de escala: reais e pecuniárias.
As economias de escala são ditas reais se o fator que as explica é a redução na quantidade de fatores produtivos utilizados quando há um aumento da produção.As economias de escala reais, pois muito embora a produção esteja crescendo t vezes, a quantidade de insumos utilizados não cresce na mesma proporção, e sim em uma proporção inferior.
As economias de escala são ditas pecuniárias se o fator que as explica é uma redução no preço pago pelo insumo.